# Domingo García (esgrimista)
Domingo García (3 de junho de 1895 – data da morte desconhecida) foi um esgrimista espanhol, que participou dos Jogos Olímpicos de Verão de 1924 e de 1928, sob a bandeira da Espanha.